# نورترن الکتریک
نورترن الکتریک (انگلیسی: Northern Electric) شرکت برق بریتانیایی است، که در سال ۱۹۴۷ تأسیس شد.